# Kastrup
Kastrup – miasto w Danii, w Regionie Stołecznym, siedziba gminy Tårnby, na wschodnim wybrzeżu wyspy Amager. Około 39 708 mieszkańców. W mieście znajduje się Port lotniczy Kopenhaga-Kastrup i stacja metra Kastrup.
Z Kastrup pochodzi Amalie Dideriksen, duńska kolarka.